# Obolon

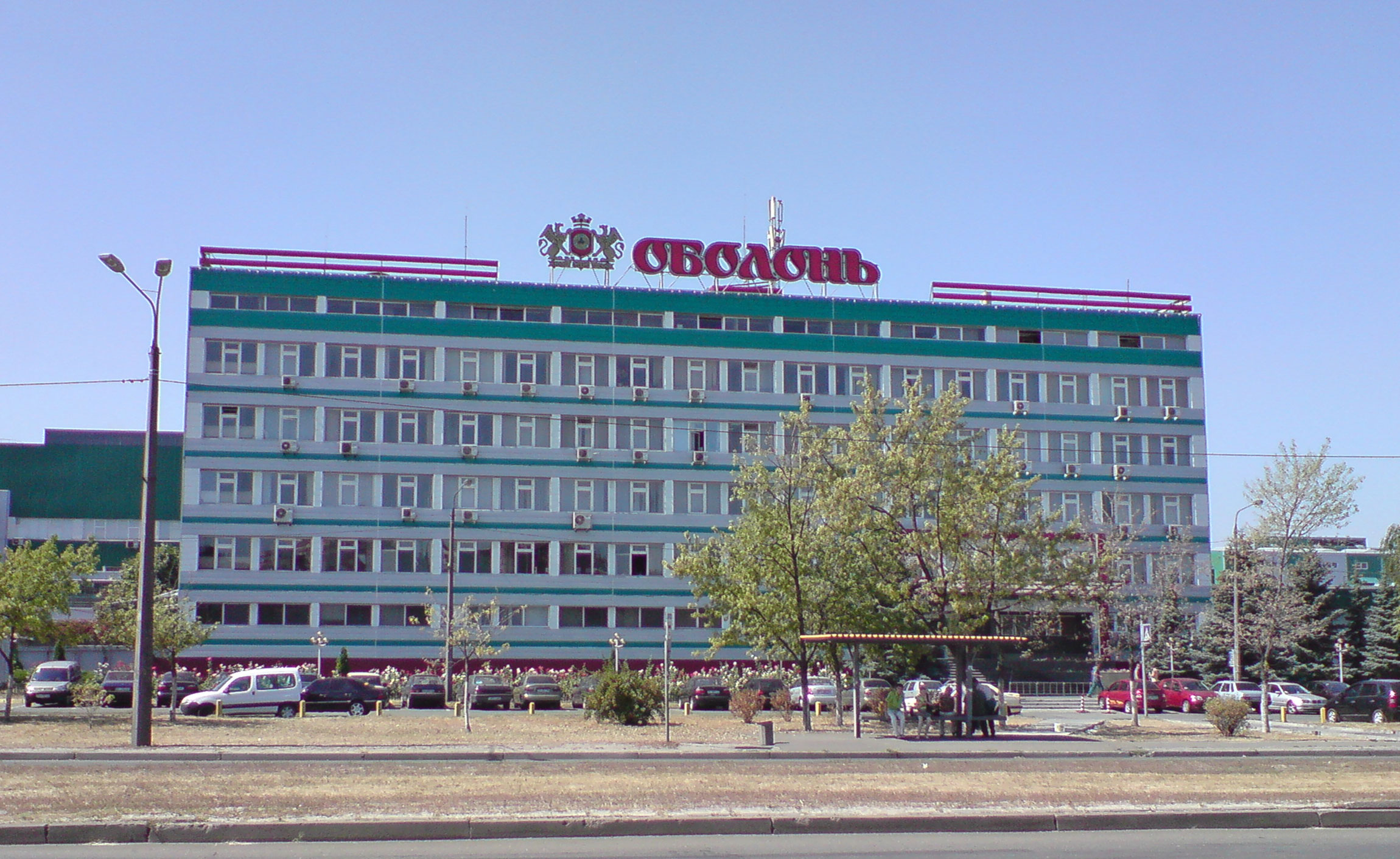
Fabrica de bere Obolon din Kiev

Obolon este una din cele mai mari companii publice din Ucraina care produce bere, băuturi alcoolice slabe și bături nealcoolice.

## Structura
În componența întreprinderii intră fabrica centrală din Kiev, și alte 8 fabrici din regiunile Ucrainei:
- Berșad (regiunea Vinnița),
- Fastiv (regiunea Kiev),
- Krasîliv și Cemerivți (regiunea Hmelnițki),
- Colomeea (regiunea Ivano-Frankivsk)
- Oleksandriia (regiunea Kirovohrad),
- Ohtîrka (regiunea Sumî)
- Rokitne (regiunea Rivne)
- Sevastopol.

În 2013 Obolon a devenit sponsorul oficial al echipei de fotbal Zimbru Chișinău.